# Die Tochter der Kompanie
Die Tochter der Kompanie ist eine italienisch-deutsche Liebeskomödie aus dem Jahre 1953 von Geza von Bolvary mit Hannelore Schroth und Michel Auclair in den Hauptrollen. Die Geschichte basiert auf der komischen Oper Die Regimentstochter von Gaetano Donizetti.

## Handlung
Die folgende Ereignisse ereignen sich in einem operettenhaften Phantasiestaat. Das junge Mädchen Antonia wurde einst von einem Soldaten aufgelesen und in sein Regiment hineingeschmuggelt. Dort haben sich seine Kameraden ein Herz gefasst und die Kleine im Laufe der Jahre großgezogen. Da niemand etwas von einem weiblichen Wesen im Regiment wissen darf, hat man kurzerhand aus Antonia „Antonio“ gemacht. Eines Tages wird der draufgängerische und eigensinnige Leutnant Andreas zum Regiment versetzt, der zunächst als Einziger nicht weiß, dass Kamerad Antonio in Wahrheit eine Antonia ist. 
Zu allem Unglück wählt ausgerechnet Andreas „Antonio“ zu seinem Regimentsburschen. Diese Konstellation führt erwartungsgemäß zu allerlei Irrungen und Wirrungen, bis Andreas endlich hinter das Geheimnis kommt. Kiki, die frühere Geliebte des Leutnants, wird augenblicklich eifersüchtig und verrät diese Novität an den leicht vertrottelten Regimentskommandanten Oberst von Gestern. Der hohe Offizier möchte daraufhin augenblicklich Leutnant Andreas degradieren. Erst als Antonia und Andreas sich ihrer Liebe füreinander gewiss sind und den Oberst davon überzeugen, demnächst heiraten zu wollen, lässt der Kommandant von seiner Absicht ab.

## Produktionsnotizen
Die Tochter der Kompanie entstand mit Atelier- und Außenaufnahmen in und bei Rom. Am 4. September 1953 wurde der Film in mehreren deutschen Städten (darunter Frankfurt am Main) herausgebracht. 
Produzent Alexander Salkind übernahm auch die Produktionsleitung. Die Filmbauten gestaltete Piero Filippone.
Zeitgleich wurde unter der Regie von Tullio Covaz unter dem Titel „La figlia del reggimento“ eine italienischsprachige Fassung hergestellt. Hier spielte Antonella Lualdi die weibliche Hauptrolle.

## Kritik
Im Lexikon des Internationalen Films heißt es: „Durch das operettenhafte Sammelsurium aus abgestandenen Militärwitzen, albernen Schlagern und krampfhaft pikanten Lustspielverkleidungen bricht immer wieder ein gewisser Funke Humor durch, der nicht zuletzt den sympathischen Darstellern zu verdanken ist.“